# Sandskuta

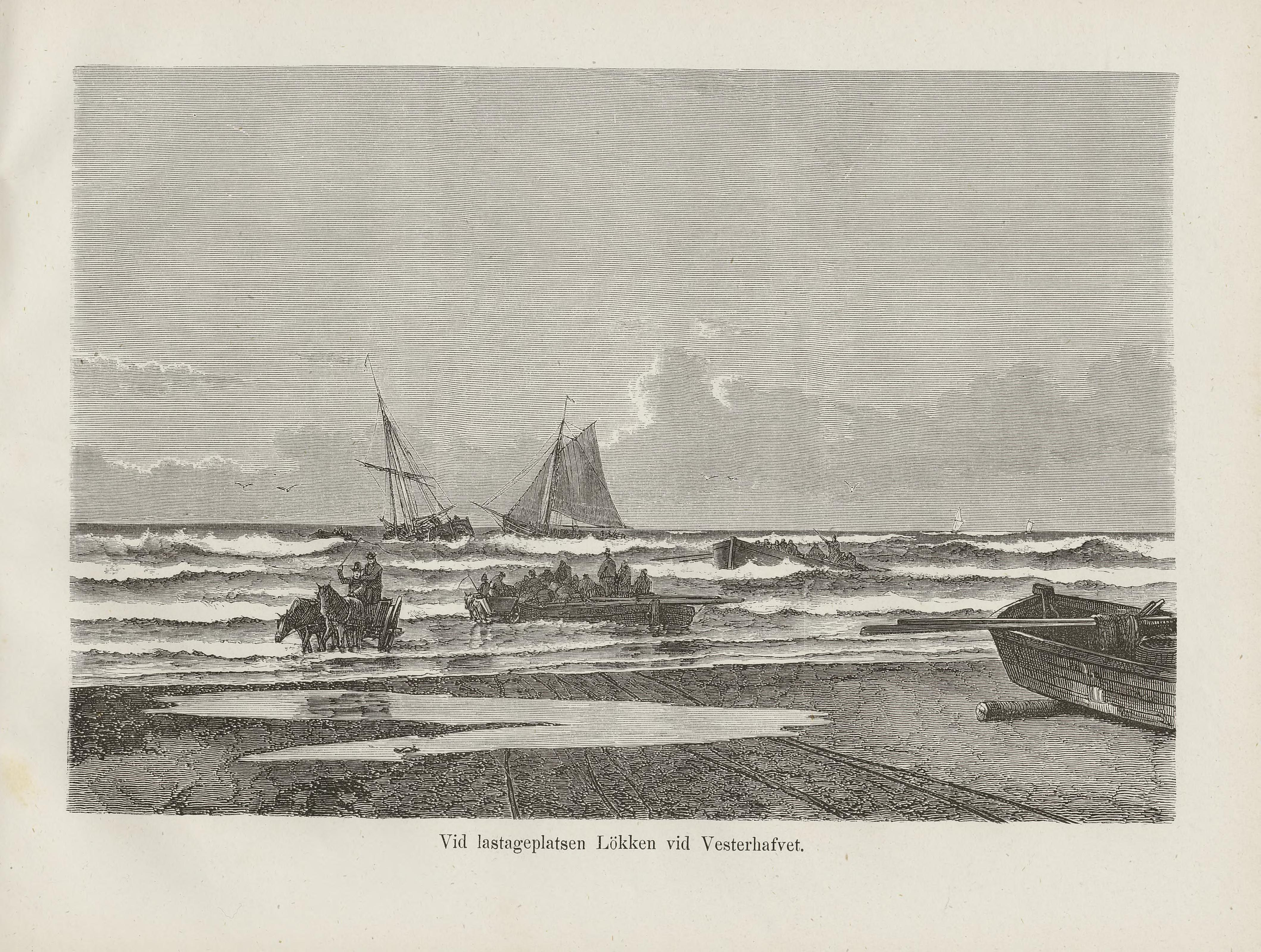
Sandskutor vid Løkken, illustration i bok utgiven 1873

Sandskuta är en typ av seglande lastfartyg, som användes inom skuthandeln mellan västra Jylland i Danmark och Vestlandet i Norge från 1600-talet till andra hälften av 1800-talet. Denna handel ledde till uppkomsten av en speciell lastfartygstyp för att passa Jyllands farliga, långgrunda kuster. Båtarna måste kunna dras upp på land, där också de jylländska båtarna låg vintertid i brist på egentliga hamnar. Fartygstypen, sandskutan, hämtade drag från den holländska flöjten: den var flatbottnad, men med en köl för att klara överfarten över Nordsjön. Det är dock i detalj inte känt hur den såg ut: inget fartyg finns bevarat och tidens avbildningar är få och inte helt klargörande.
Varor i skuthandeln var från Jylland framför allt säd, smör och andra livsmedel och från Norge trävaror och metall. Danmark och Norge var under huvuddelen av denna period förenade i en union, fram till 1814, då Norge efter Freden i Kiel tvingades in i en personalunion med Sverige. Skuthandeln upphörde i och med att järnvägar byggdes på Jylland, vilket medgav större avsättning av säd via större exporthamnar med större fartyg.

## Utseende och konstruktion
Kravet på båtarna var att de skulle vara grundgående och kunna tas upp på land, framför allt under vintrarna. De var flatbottnade, men hade en mindre köl för att klara hårt väder på Nordsjön. Påfrestningarna på skeppen vid uppdragning och sjösättning gjorde att skroven måste ha en hygglig elasticitet. Detta gjorde att borden sammanfogades med enenaglar.
Sandskutornas konstruktion inspirerades av holländska flöjter. Holländarna var under 1600-talet framgångsrika inom nordeuropeisk sjöfart och hade delvis samma krav på att skeppen måste vara grundgående. Sandskutorna var däremot begränsade storleksmässigt för att kunna tas upp på stranden. Det är troligt att de typiskt kunde vara uppemot 13 meter långa och hade två master.